# Ibrahim Tondi
Ibrahim Tondi (ur. 10 marca 1985) – nigerski lekkoatleta, płotkarz. 
Zawodnik reprezentował swój kraj na igrzyskach olimpijskich w Atenach. Startował w biegu na 400 metrów przez płotki.
Jego rekord życiowy w biegu na 400 m przez płotki to 52,43 sekundy.